# Ashley Graham (modella)
Ashley Graham Ervin (Lincoln, 30 ottobre 1987) è una modella statunitense.

## Biografia
Graham è la maggiore di tre sorelle. Quando frequentava la scuola media, lei e la sua famiglia si trasferirono a Lincoln, nel Nebraska. Ha studiato alla Scott Middle School dal 1999 al 2002 e alla Lincoln Southwest High School dal 2002 al 2005. Da giovane le è stato diagnosticato l'ADD e la dislessia. 
Graham è stata scoperta nel 2000 dall'agenzia I & I mentre faceva acquisti all'Oak View Mall di Omaha, Nebraska.

## Carriera
Ha iniziato a fare la modella all'età di 12 anni. Nel 2001, ha firmato con Wilhelmina Models dopo aver partecipato a una convention di modelle. Nel 2003 è passata alla Ford Models. All'inizio della sua carriera, è apparsa sulla rivista YM.Nell'aprile  2007, Sally Singer, della rivista Vogue, ha realizzato un suo profilo.  È apparsa nel numero di ottobre 2009 di Glamour, "These Bodies are Beautiful at Every Size", insieme alle modelle taglie forti Kate Dillon Levin, Amy Lemons, Lizzie Miller, Crystal Renn, Jennie Runk e Anansa Sims. Nel 2010, Graham è apparsa in uno spot televisivo di Lane Bryant, che ha ricevuto oltre 800.000 visualizzazioni su YouTube ed è stato seguito da testate giornalistiche come The Huffington Post e New York Post. Il 31 maggio 2010, è apparsa al The Tonight Show con Jay Leno. Ha sfilato come modella per designer internazionali quali Prabal Gurung, Michael Kors, Love Mag, Dolce e Gabbana, H&M, Tommy Hilfiger, Rag & Bone e Christian Siriano.

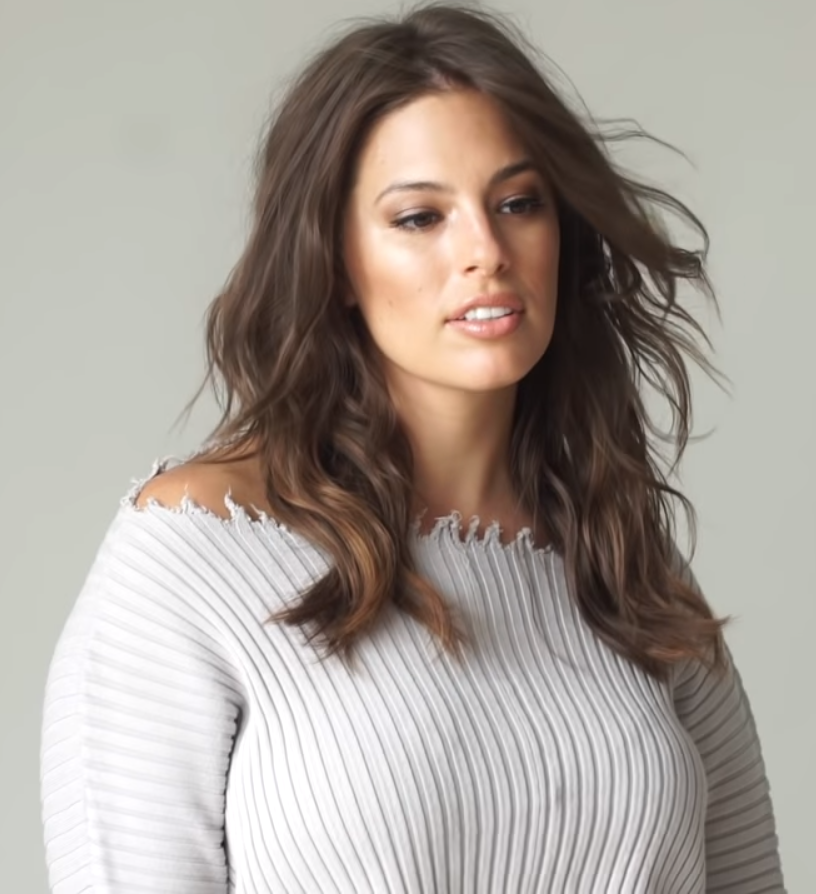
Ashley Graham nel 2018

Nel dicembre 2010, Graham è apparsa nella rivista Bust, ha partecipato a diverse campagne Levi's, di Marina Rinaldi (2012), Addition Elle, Bloomingdale's, lingerie Elomi, Evans, Hanes, Liz Claiborne Macy's, Nordstrom, Simply Be e Target. Nel dicembre 2012, Graham è apparsa su due cartelloni pubblicitari a New York per Lane Bryant. 
Nel 2013, ha disegnato una linea di lingerie per Addition Elle, un rivenditore canadese di abbigliamento taglie forti. È apparsa anche su Made di MTV, come coach per un'aspirante modella plus size. È apparsa su numerose copertine di riviste di moda tra cui Maxim o Vogue, ma soprattutto nel 2016 su quella di Sports Illustrated Swimsuit Issue e nell'estate 2021 sul Wall Street Journal.
Nel 2019 ha condotto la seconda stagione del programma televisivo American Beauty Star, in onda su Lifetime. Nel 2022 ha posato per il calendario Pirelli.